# Odległość perycentrum
Odległość perycentrum – jeden z elementów orbitalnych orbity keplerowskiej, oznaczany najczęściej jako q. Opisuje minimalną odległość, na jaką ciało może zbliżyć się do masy centralnej. Jego związek z półosią wielką (a) i mimośrodem (e) opisuje zależność:
{\displaystyle q=a(1-e),}
W przypadku orbit eliptycznych możemy też zdefiniować odległość apocentrum równą
{\displaystyle Q=a(1+e).}